# 服部土芳

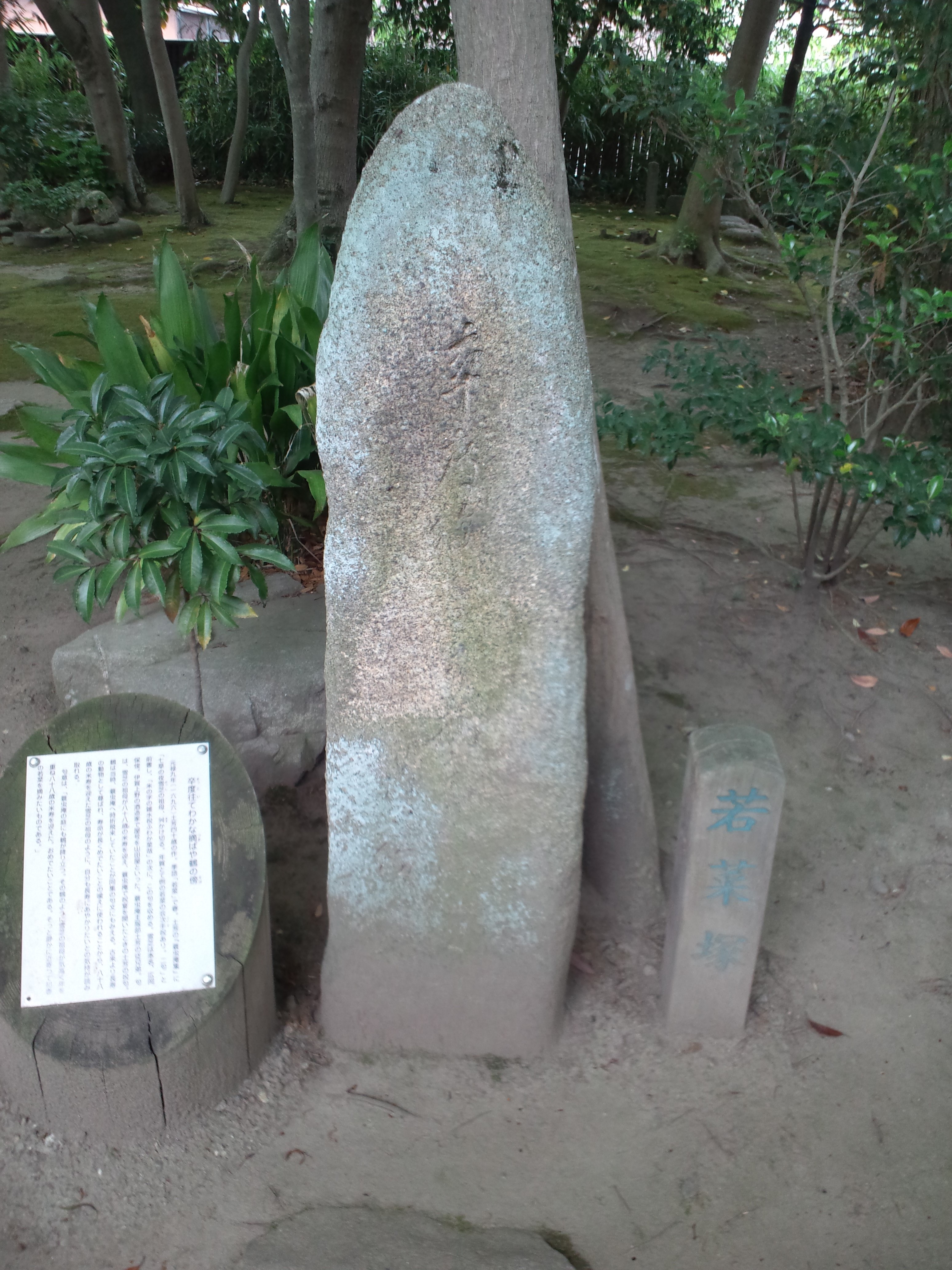
土芳句碑「若菜塚」
（蓑虫庵・三重県伊賀市）

服部 土芳（はっとり とほう、明暦3年（1657年） - 享保15年1月18日（1730年3月6日））は江戸時代前期の俳人である。松尾芭蕉と同郷の後輩で、蕉門十哲の1人に加えられることもある。芭蕉晩年の俳論を整理した『三冊子』などの著書を残した。本名は保英、通称は半左衛門。号は芦馬・蓑虫庵・些中庵。

## 来歴
伊賀上野に生まれた。米問屋木津孫次郎保何の五男として生まれた後、藤堂藩士服部半左衛門の養嗣子となる。幼いころに芭蕉に俳諧を学び、はじめ蘆馬（芦馬）と号した。1685年（貞享2年）、水口宿（滋賀県）で旅の途中の芭蕉と20年ぶりに再会し、1688年（貞享5年）に藩を致仕し、訪れた芭蕉の「みのむしの音を聞にこよ草の庵」の句から蓑虫庵と呼ばれる。俳号も芦馬から土芳に改めた。土芳を中心に伊賀蕉門は大きく発展した。

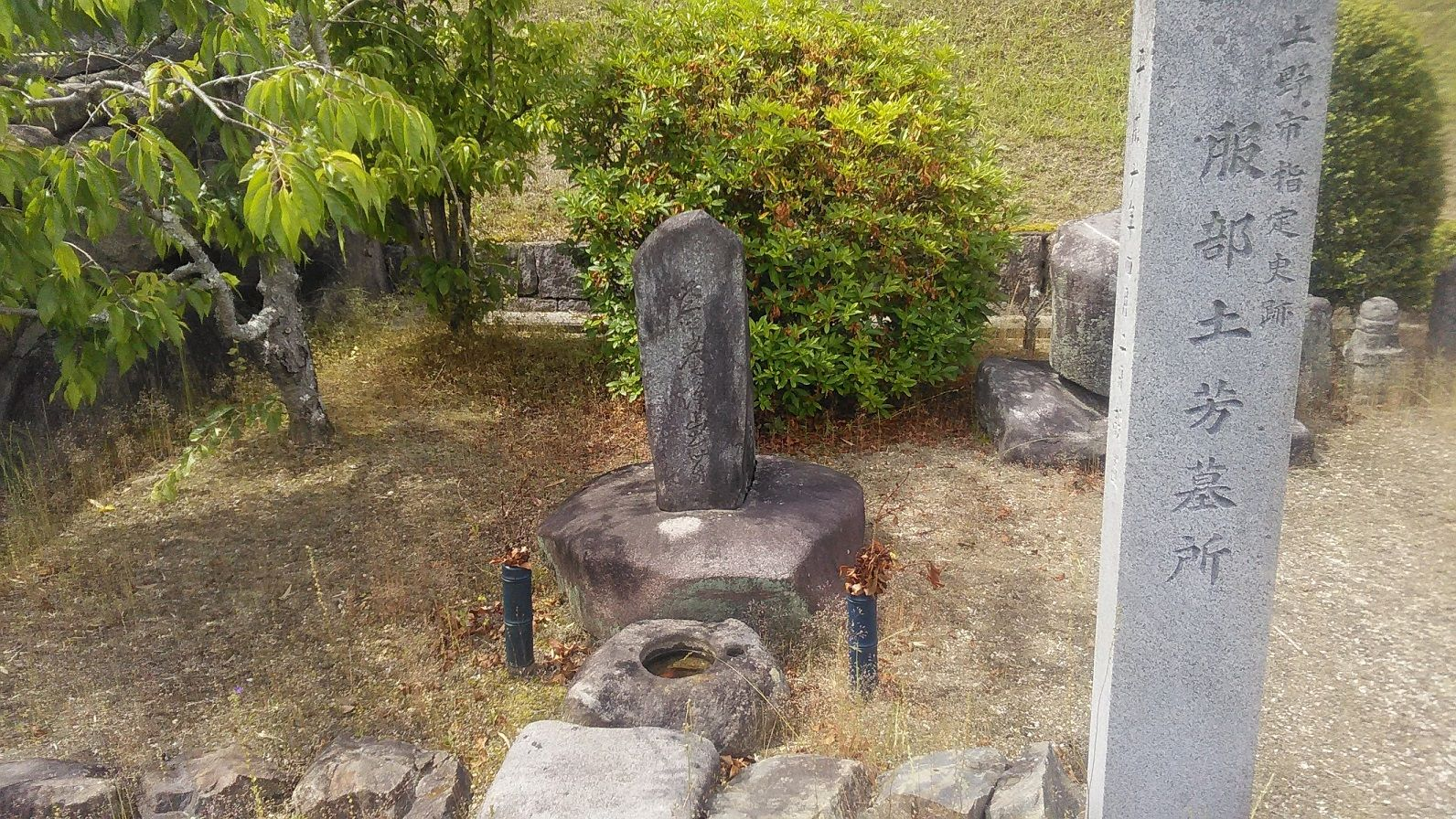
服部土芳の墓(伊賀市指定史跡・伊賀市西蓮寺)

編著書として、芭蕉の俳論を伝える『三冊子』、芭蕉の生涯全作品を集大成した『蕉翁句集』『蕉翁文集』を完成させた。この他、『横日記』『蓑虫庵集』などの日記を残し、当時の俳諧についての価値の高い資料を残した。土芳の句には「棹鹿のかさなり臥る枯野かな」などが『猿蓑』に所収されている。墓所は伊賀市西蓮寺(伊賀市指定史跡)